# Benegal Narsing Rau
Benegal Narsing Rau (Mangalore, 26 februari 1887 - Zürich, 30 november 1953) was een Indiaas rechtsgeleerde, rechter, diplomaat en kortstondig premier van Jammu en Kasjmir. In de jaren dertig had hij een wezenlijk aandeel in de bewerking van het Brits-Indische wetboek en na 1945 in de formulering van de grondwet van India en Birma. Hij was kortstondig rechter voor het Internationale Gerechtshof.

## Levensloop
Rau studeerde aan de Universiteit van Madras en de Universiteit van Cambridge. Sinds 1910 werkte hij in overheidsdienst, onder meer als juridisch adviseur van de wetgevende vergadering en regering van de deelstaat Assam. In 1934 en 1935 was hij juridisch adviseur voor de Brits-Indische regering en van 1935 tot 1937 had hij een wezenlijk aandeel in de bewerking van het Brits-Indische wetboek.
In 1939 werd hij benoemd tot rechter aan het Calcutta High Court. Deze functie vervulde hij tot 1944, waarna hij tot 1945 premier werd van het vorstendom Jammu en Kasjmir. Van 1946 tot 1949 was hij juridisch adviseur voor de constitutionele vergadering van het nieuw te vormen India. Daarnaast was hij dat in 1947 eveneens voor Birma. Hij had een wezenlijk aandeel in de samenstelling van de grondwet van beide landen.
Van 1949 tot 1953 leidde Rau de Indiase delegatie bij de vierde, vijfde en zesde zitting van de algemene vergadering van de Verenigde Naties. In dezelfde jaren trad hij op als permanent vertegenwoordiger van zijn land bij de Verenigde Naties. In 1950 was hij daarnaast voorzitter van de Veiligheidsraad en was hij van 1949 tot 1951 lid van de VN-Commissie voor Internationaal Recht; hij werd eveneens gekozen tot vicevoorzitter van de commissie.
Terwijl zijn naam rondging als mogelijk opvolger van Trygve Lie voor het ambt van secretaris-generaal van de Verenigde Naties, werd hij in 1951 gekozen tot rechter van het Internationale Gerechtshof in Den Haag. Zijn ambtstermijn vanaf februari 1952 eindigde echter het jaar erop toen hij in november ervan overleed. Muhammad Zafrullah Khan uit Pakistan verving hem daarna bij het Gerechtshof.
Rau werd in 1938 tot ridder geslagen en werd onderscheiden met een eredoctoraat van zowel de Universiteit van Delhi in 1948 als het Oberlin College in 1951.
- Gemeinsame Normdatei: 1146194153
- International Standard Name Identifier: 0000 0000 8427 7904
- Library of Congress Control Number: n85107449
- Nationale Bibliotheek van Israël: 987008116380405171
- Nederlandse Thesaurus van Auteursnamen: 130923230
- SNAC: w6m18ff0
- Système universitaire de documentation: 10444469X
- Trove: 898580
- Virtual International Authority File: 13741370
- WorldCat: E39PBJdCrXchgkF86rmddXgBT3